# Eberschwang
Eberschwang – gmina targowa w Austrii, w kraju związkowym Górna Austria, w powiecie Ried im Innkreis. Według Austriackiego Urzędu Statystycznego liczyła 3356 mieszkańców (1 stycznia 2015).